# Большой Кремлёвский дворец Баженова
Большо́й Кремлёвский дворе́ц Васи́лия Баже́нова — нереализованный проект дворца в Московском Кремле, разработанный Василием Баженовым. По задумке архитектора масштабный комплекс должен был находиться в южной части Боровицкого холма, а его корпуса — окружать Соборную площадь и часть старых построек. Проект разрабатывался в 1767—1774 годах под непосредственным наблюдением Екатерины II. После осадки грунта возле Архангельского собора строительство приостановили. Ряд исследователей указывает, что на данное решение повлияла также высокая стоимость строительства и нелюбовь императрицы к Москве. В Музее архитектуры имени Щусева хранится оригинальная авторская модель дворца, созданная по проекту Баженова в 1769—1773 годах.

## История

### Предпосылки
К концу XVII века комплекс императорских построек на территории Кремля включал Грановитую, Среднюю Золотую, Столовую и Набережную палаты, Теремной и Запасный дворцы, Дворец царицы Натальи Кирилловны и хоромы царевен, а также Набережный сад и Гербовые ворота. Когда в 1712 году императорский двор переехал в Санкт-Петербург, опустевшие кремлёвские постройки стали приходить в негодность. К середине XVIII века разобрали обветшавшие дома женской половины. В правление Елизаветы Петровны в Набережных палатах провели реконструкцию, но общее состояние комплекса оставалось неудовлетворительным. Во время одного из визитов в Москву Екатерина II отметила, что «град сей древний, что театральная храмина: пышность и золото слепят очи, а за кулисами пыль да грязь».
В 1768 году архитектор Василий Баженов предложил проект нового Кремлёвского дворца в классическом стиле, предусматривавший объединение части существующих построек. Так, корпуса нового комплекса должны были окружить колокольню Ивана Великого и отдельные строения Соборной площади. При этом планировалось снести часть зданий XV—XVI веков, не учитывая историческую значимость объектов. Масштабный замысел Баженова соответствовал желанию Екатерины II убедить европейских союзников в состоятельности государства в преддверии Турецкой войны. Благодаря такой реконструкции средневековая крепость должна была превратиться в уникальный архитектурный памятник, сравнимый с мифологическим Акрополем.
Первый этап работ, во время которого подготовили чертежи перепланировки крепости, начался в 1767 году. В этот же период приступили к разбору ветхих крепостных сооружений. Императрица принимала активное участие в разработке проекта Большого Кремлёвского дворца. Так, сохранились её пожелания о возведении дополнительного количества «нужных мест» и строительстве удобных зимних подъездов. Кроме того, на протяжении всех этапов строительства Баженов вёл постоянную переписку с императрицей и неоднократно ездил в Санкт-Петербург для утверждения чертежей. На части из них сохранились личные пометки императрицы, но её пожелания неоднократно менялись, что замедляло ход работ.

### Проект дворца
Баженов предполагал, что новый дворец займёт приречную территорию крепости. Он планировал изменить расположение улиц и площадей большей части Кремля, сохранив только отдельные архитектурные памятники, а также создать проспект вдоль бровки Кремля и соорудить новые площади — круглую и шестигранную. В комплекс должны были войти Грановитая палата, Красное крыльцо, Теремной дворец, Колокольня Ивана Великого, Успенский, Архангельский и Благовещенский соборы. По мнению архитектора, благодаря ликвидации скученной средневековой застройки уцелевшие исторические памятники приобрели бы новый выразительный вид. В основе идеи Баженова лежала концепция Третьего Рима, а прообразом дворца стал Собор святого Петра. Английский путешественник Эдвард Даниэль Кларк, гостивший в России в конце XVIII века, так описывал замысел Баженова: 
Это одна из наиболее любопытных достопримечательностей Москвы. Если бы эти постройки были осуществлены, они вошли бы в число знаменитых чудес света. План построек состоял в том, чтобы объединить весь Кремль, имеющий две мили в окружности, в одном великолепном замке. Его треугольная форма и множество церквей представляли немало трудностей, но проект исполнен в совершенстве. Великолепны три луча, идущие от главной овальной площади дворца. Это не просто три улицы, подобные трелучиям Рима, Петербурга и Версаля, а три дороги, которые ведут в три русские столицы: столицу русских древностей Киев через Троицкие кремлёвские ворота, в столицу Петра Великого через Никольские ворота и в столицу русской веры — Сергиев Посад через Спасские ворота... Если бы дворец был построен согласно модели, то он превзошел бы своей грандиозностью храм Соломона... виллу Адриана и форум Траяна.
В 1769—1774 годах планировку комплекса неоднократно совершенствовали и изменяли. Первоначально рассматривали вариант шестиэтажного здания, длина его фронтона должна была составить 600 метров, а общее количество комнат достигало двадцати тысяч. Позднее размеры дворца сократили и он включил только четыре яруса. Архитектор хотел сохранить ансамбль Соборной площади, но первые чертежи предусматривали перенос древних соборов, что не могло быть реализовано. Также Баженов предлагал создать общедоступную овальную площадь с триумфальной аркой, куда сходились бы главные улицы города. Такая планировка создавала подобие древнерусского форума на Ивановской площади и предусматривала свободный доступ простого народа к стенам императорской резиденции. Задумка показалась Екатерине II дерзкой, и в окончательном варианте ядром композиции стал дворец, который был огорожен от площади решёткой с одним проездом.
Южная площадка Большого Кремлёвского дворца должна была спускаться к берегам Москвы-реки. Парадные лестницы, ведущие к водотоку, намеревались украсить монументальными скульптурными композициями. Предполагалось, что дворец закроет вид на Соборную площадь со стороны набережной. Баженов планировал придать заднему фасаду пластичность за счёт ризалитов и портиков, а боковую часть комплекса скруглить. Фасад резиденции, выходящий к Соборной площади, огибал сохранившиеся старые здания тремя глубокими овальными дворами. Со стороны Белого города облик комплекса формировали здание Арсенала и корпус дворца, выполненный в строгих прямых объёмах и предназначавшийся для размещения правительственных учреждений.
Два первых этажа дворца были оформлены рустом и предназначались для служебных нужд, архивов, складов и «колодников где они есть». Верхнюю часть здания украсили массивным карнизом и аттиком. Особую выразительность в архитектурной композиции Баженова получили колоннады ионического и коринфского ордеров. Так, фасад, окружавшей главную овальную площадь комплекса, был представлен рядом колонн. Баженов планировал дополнить ансамбль площади строениями с сильно выступавшими цокольными этажами, олицетворявшими народные трибуны. Третий этаж по распоряжению императрицы оснастили открывавшимися вниз окнами, «в кои секретари на их подчиненных будут смотреть, и через приведенный туда колокольчик их к себе звать будут». Четвёртый этаж занимали парадные залы с большими двухсветными окнами. Планировка верхних покоев выстраивалась вдоль длинных коридоров по 300—400 метров каждый.

### Подготовка
И расцветёт Москва подобьем райска крина,

Возобновляет Кремль и град Екатерина! 

Низвержена гора монаршескою волей, 

И Кремль украсится своею новой долей, 

Со славою придет Паллада к сим местам 

И будет обитать ко славе россов там.
Прости престольный град, великолепно зданье,

Чудесной древности Москва, Россий блистанье!

Сияющи верхи и горды вышины

На диво в давний век вы были созданы.

В последний раз зрю вас, покровы оком мерю

И в ужасе тому дивлюсь, сомнюсь, не верю.

Возможно ли гробам разрушиться, восстать

И в прежней красоте чуднее процветать?
В 1768 году для надзора за возведением комплекса была учреждена Экспедиция кремлёвского строения, целью которой стало «особенное попечение поддерживать здания кремлёвские и сохранять их в прочности и благоустройстве». Контору организации временно разместили в Потешном дворце, являвшемся к началу работ самым благоустроенным из кремлёвских построек. В нём также находились квартира главного архитектора и чертёжные мастерские. Штат зодчих, занятых в проекте, насчитывал 78 человек, среди которых числились бывшие ученики Дмитрия Ухтомского. Предполагалось, что архитекторы будут носить специальные мундиры. Известно, что с 1767 года активное участие в строительстве принимал Матвей Казаков. При экспедиции действовали также архитектурная школа Баженова и научная библиотека. В дальнейшем выпускники училища заимствовали в своём творчестве градостроительные идеи Баженова. Так, историк Иван Снегирёв полагал, что планировка Ярославля и Одоева во многом соответствует учению архитектора.
Когда проект нового комплекса был подготовлен, члены Экспедиции составили детальную смету работ. Согласно их подсчётам, стоимость достигала тридцати миллионов рублей, пять из которых должны были пойти на возведение парадной лестницы. Архитектор Франческо Кампорези, проверявший смету, оценил проект вдвое дороже. Екатерина II распорядилась выдать соответствующую ссуду на строительство,  одобрив присланный макет. Для производства необходимого количества материалов на Воробьёвых горах возвели кирпичный завод, подведомственный Экспедиции кремлёвского строения. Также в работах планировали использовать белый мячковский камень. По распоряжению Баженова его просушили и хранили особым образом, чтобы избежать деформации от влаги. Архитектор считал, что приречный участок Кремля под воздействием «полых вод сделался диким, а не городским берегом», поэтому предложил укрепить грунт деревянными обрубами. Склоны предлагали замостить камнем, используя строительный мусор от разборки старых сооружений.

### Ход строительства
К 1770 году на территории крепости разобрали обветшалые Житный и Денежный дворы, Запасный дворец Бориса Годунова, корпус старинных приказов, дворы соборного духовенства, Набережные сады, часть монастырских подворий и одиночных церквей. Снесли также галерею Оружейной палаты, возвёденную Дмитрием Ухтомским в 1764-м. В 1771 году Екатерина II распорядилась снести часть кремлёвской стены «по Москве-реке от церкви Благовещения до церкви Петра Митрополита», чтобы освободить место для парадной лестницы к берегам Москвы-реки. Ряд историков указывает, что Баженов убедил императрицу в необходимости этого решения. Были разобраны Тайницкие ворота, Петровская и Первая Безымянная башни.
Ломали здание, что строил Годунов,

Ломали здание, где избран был Романов.

Весь этот старый Кремль, с соборами, с дворцом,

С резными башнями, назначен был на слом.

И вместо их уже, питомец муз эллинских,

Художник созидал классическим умом

Ряд портиков, колонн и арок исполинских...

Скажи ему тогда: ужель, о ва́ндал, нет

В тебе присущей здесь святыни пониманья —

Ведь что ни камень здесь, то крови отчей след,

Что столб то памятник, что церковь то сказанье, —

Сердечный этот вопль в пустыне б прозвучал,

Художник злобился б, вельможа хохотал...

То были граждане совсем другого мира!
Ход строительства приостановили на время эпидемии чумы, и к расчистке площадки для котлована фундамента приступили только в августе 1772 года. Торжественное «вынутие первой земли» состоялось на площади напротив Архангельского собора. Для этого соорудили временную галерею из четырёх колонн дорического ордера, перевитых зеленью и украшенных изображениями Европы, Азии, Африки и Америки. В возвышенной центральной части сооружения установили место для освящения воды и четыре обелиска, символизировавших древние Московское, Казанское, Астраханское и Сибирское царства.
Вскоре после начала строительных работ южная стена Архангельского собора покрылась трещинами. Фундамент сооружения опирался на насыпной грунт, а котлован Кремлёвского дворца, пролегавший рядом со зданием, нарушил целостность укреплений. Чтобы избежать обрушений, Баженов закрепил стену собора контрфорсами, а откос холма — землёй и дёрном. Тем не менее в апреле 1773 года строители обнаружили подвижки грунта, из-за чего контрфорсы просели. В этот же период обрушилась одна из стен нового дворца, возводившаяся на месте церкви Черниговских чудотворцев. Была созвана комиссия, куда вошли архитекторы Карл Бланк, Иван Яковлев, Г. Бартенев. Они установили, что для сохранения исторических памятников необходимо ускорить работы по прокладке фундамента. Несмотря на заключения экспертов, Екатерина II высказывала опасения относительно продолжения работ.
1 июня 1773 года провели церемониальную закладку дворца на месте Тайницких ворот. Для празднества соорудили ряд временных построек и лестницу в 165 ступеней, спускавшуюся к берегам реки. У подножия Боровицкого холма возвели храм Славы Российской, окружённый четырьмя арками, символизировавшими стороны света. Внутри храма в нишах расположили скульптурные аллегории четырёх стихий. Рядом с сооружением разместили щиты с изображениями Чесменской битвы, сражения у Бендерской крепости и строительства Большого Кремлёвского дворца. Императрица не участвовала в праздничном событии. В основании первого камня установили медную табличку с мемориальной надписью. Во время торжественной речи Баженов заявил, что почитает древнюю архитектуру, но подчеркнул: «в сей день обновляется Москва». По случаю торжеств была выпущена памятная медаль.

### Заморозка проекта
Нецелесообразность дорогостоящего строительства стала ясна из-за восстания Пугачёва и войны с Турцией. Вскоре императрица потеряла интерес к проекту, но в 1774 году возведение ещё продолжалось при урезанном финансировании. Через некоторое время из-за нехватки средств работы приостановили, но внимание к проекту подчёркивали, демонстрируя публике чертежи и планы комплекса. Масштабный замысел Баженова вызвал большой общественный резонанс и имел как своих сторонников, так и противников. На тот момент получили распространение тематические поэтические славословия и театральные постановки.
Перед празднованием годовщины Кючук-Кайнарджийского мира Баженову поручили возведение павильонов на Ходынском поле, и в 1775 году работы над дворцом были окончательно прекращены. Официальной причиной называли осадку стен Архангельского собора. Ряд историков полагает, что на решение императрицы также повлияла её нелюбовь к Москве, усилившаяся после Чумного бунта. Для прекращения работ в город отправили подполковника Иванна Герарда, который составил заключение о состоянии строительной площадки, выгодное императрице. Московские архитекторы отказались подписывать рапорт, после чего Баженова объявили виновным в прекращении строительства. Он признавался позднее, что «кремлёвские контрфорсы осадкою своею всё у меня отняли». Скомпрометированный произошедшим архитектор оказался в опале. Отдельные исследователи полагают, что на это также повлияло участие архитектора в масонской ложе. Оскорблённый Баженов отказался участвовать в демонтаже возведённого фундамента, поэтому работы поручили Карлу Бланку.
Приготовленные под строительство дворца материалы использовали для восстановления южной стены Кремля. В реконструкции участвовало 350 каменщиков и 50 «лучших мастеров» из Владимира, Нижнего Новгорода и Ярославля. К 1776 году по обмерам воссоздали Тайницкую башню, через семь лет завершилась реконструкция кремлёвской стены по проекту Матвея Казакова. Из-за ошибки в расчётах у 27-го мерлона между Тайницкой и Благовещенской башнями появилась нестыковка. Южный фасад Архангельского собора укрепили контрфорсами, но разобранные церкви и дворцы восстанавливать не стали. Отдельные исследователи указывают, что отголоском проекта Баженова являлись ансамбли Сенатского дворца и Митрополичьего дома, возведённые Казаковым.

## Макет дворца Баженова
Летом 1768 года Баженов приступил к созданию крупномасштабного макета Большого Кремлёвского дворца. Для этого возле здания Арсенала возвели специальный модельный дом. Историк Иван Снегирёв указывает, что архитектором проекта выступал помощник Баженова Елизвой Назаров. Здание заняли мастерские, где проверяли отдельные фрагменты. В строении также разместили кабинет архитектора с передвижной печкой и утеплёнными стенами: «… мне во всегдашнее время при оном [модельном доме] почти безвыходно быть надлежит, чего ради неминуемо должен я иметь тёплый покой».
В создании макета Большого Кремлёвского дворца принимали участие выпускники Императорской Академии художеств — скульпторы Захар Урядов и Иван Ясныгин, медальер Фёдор Стоянов, живописец Михаил Максимов. Работами руководили столяры Иоганн Миллер и Иоганн Витман, выписавшие подмастерьев из Санкт-Петербурга. Для росписи интерьеров пригласили живописцев Ивана Некрасова, Фёдора Милашева, Ивана Марченкова, некоторое время над проектом также работал польский художник Иван Лигоцкий. Немецкий скульптор Иоганн Юст выполнил уменьшенные копии барельефов и капителей из свинца. Баженов тщательно следил за работой формовщиков, по его просьбе для них соорудили отдельное здание, оборудованное противопожарными системами.
Модель Большого Кремлёвского дворца в длину превышала 17 метров, её высота составляла 1,3 метра, ширина — около 6 метров. Конструкция была рассчитана на круговое обозрение, её выполнили разборной, чтобы зритель мог оценить интерьеры парадных залов. Макет изготовили из липы, карнизы вырезали из клёна, для внутренней отделки использовали грушу и яблоню. Миниатюрные колоннады выточили русские и немецкие мастера. Историк Юрий Рябцев полагает, что для конструкции использовали материалы разобранного дворца Алексея Михайловича в Коломенском. Классические интерьеры модели были первым проектом подобного рода в России и стали единственной сохранившейся иллюстрацией внутреннего убранства. Макет включал миниатюры отдельных уничтоженных позднее соборов, среди которых Сретенский и Гостунский.
Баженов стремился детально воспроизвести архитектурные особенности дворца. Так, было опробовано несколько сортов гипса для скульптурных элементов. Прежде чем воссоздать мраморный декор парадных залов, архитектор выписал необходимые образцы горной породы. Работы над макетом были окончены в апреле 1772 года, общая стоимость проекта составила сорок тысяч рублей. Чтобы императрица утвердила проект, через год его отправили в Санкт-Петербург на ста двадцати санях. При возвращении в Москву в 1774-м макет значительно повредили. После восстановления его выставили на обозрение публике в модельном доме.
В начале XIX века макет передали в ведение московских музеев, и с 1810 года его экспонировали в Оружейной палате. В «Записке о московских достопримечательностях» Николай Карамзин указывает: 

В Кремлёвской экспедиции надобно видеть славную модель великолепного баженовского дворца, заложенного между Архангельским собором и Москвою-рекою, но скоро оставленного по неудобности места… Планы знаменитого архитектора Баженова уподоблялись Республике Платоновой или Утопии Томаса Моруса: им можно удивляться единственно в мыслях, а не на деле.
В результате постоянных перемещений к 1864 году часть макета была утеряна, сохранились отдельные кремлёвские соборы и один из фасадов дворца. На тот момент конструкцию перевезли в Румянцевский музей, в 1906-м её отреставрировали и выставили в Политехническом музее. Через двадцать три года модель вернули в ведение Оружейной палаты, и до 1936-го она хранилась разобранной в нижних палатах колокольни Ивана Великого. Затем макет передали Музею архитектуры имени Щусева, под руководством которого его реконструировали. Конструкцию временно предоставили для экспозиций других музеев. Так, на выставке, посвящённой двухсотлетию со дня рождения Василия Баженова, в Белом зале Пушкинского музея выставили часть конструкции. До 1991 года миниатюрный ансамбль экспонировали в филиале архитектурного музея — Донском монастыре. Когда монастырский комплекс вернули в ведение Русской православной церкви, макет дворца переместили в главное здание музея на Воздвиженке, где он  некоторое время хранился в разобранном виде. В 2002-м разрабатывался проект павильона в Александровском саду для размещения макета, но замысел не был осуществлён. Через десятилетие по случаю открытия новой экспозиции музея Щусева наиболее сохранившиеся фрагменты макета Большого Кремлёвского дворца выставили на всеобщее обозрение.